# 淞沪警察厅
江苏淞沪警察厅是中华民国北洋政府时期位于上海的警察机构，掌管上海警政事宜。
淞沪警察厅于1913年由上海商埠巡警局、闸北巡警局合组而成。1914年1月，督办淞沪水陆警察署成立，萨镇冰任督办，淞沪警察厅分为沪南、闸北两个分厅。同年7月，督办淞沪水陆警察署撤销，裁撤分厅，又组为淞沪警察厅。1927年上海特别市成立后，淞沪警察厅改组成立上海特别市公安局，厅长沈毓麟改任公安局长。

## 历任厅长
| 警察厅长 | 任职时间   |
| -------- | ---------- |
| 穆湘瑶   | 1913年5月  |
| 徐国梁   | 1914年7月  |
| 陆荣篯   | 1923年11月 |
| 王固磐   | 1924年8月  |
| 杜金钊   | 1924年12月 |
| 常之英   | 1925年2月  |
| 江声     | 1925年10月 |
| 严春阳   | 1925年12月 |
| 刘嗣荣   | 1926年11月 |
| 吴忠信   | 1927年3月  |
| 沈毓麟   | 1927年7月  |

## 相关事件
- 东新民路东首越界筑路案